# مارني سيمبسون
مارني سيمبسون (بالإنجليزية: Marnie Simpson) (ولدت في 17 يناير 1992) شخصية تلفزيونية إنجليزية. وهي معروفة بظهورها على سلسلة أفلام جوردي شور. في عام 2016 ، احتلت المركز الرابع في السلسلة الثامنة عشرة من مشاهير الأخ الأكبر ، وظهرت في السلسلة الثامنة من برنامج أكس آون ذا بيتش (مسلسل تلفزيوني بريطاني).

## حياتها الشخصية
قبل الظهور في مسلسل جوردي شور، حلت مارني سيمبسون في المركز الثاني في ملكة جمال نيوكاسل، ابنة عمها هي زميله في فريق جوردي شور، صوفي كاساي. في أبريل 2019 ، أعلنت أنها حامل، ، في 29 أكتوبر 2019 ، أنجبت ابنها مع شريكها كيسي جونسون.

## روابط خارجية
- مارني سيمبسون على موقع IMDb (الإنجليزية)
- مارني سيمبسون على موقع قاعدة بيانات الفيلم (الإنجليزية)